# یواس‌اس تکل (ای‌آراس-۳۷)
یواس‌اس تکل (ای‌آراس-۳۷) (به انگلیسی: USS Tackle (ARS-37)) یک کشتی است که طول آن ۳۱۰ فوت ۲ اینچ (۹۴٫۵۴ متر) می‌باشد. این کشتی در سال ۱۹۱۲ ساخته شد.